# Karel Freund
Karel Freund (16. února 1925, Halámky – 7. března 2015, Karlovy Vary) byl český hokejový rozhodčí.
Pocházel z částečně židovské rodiny. Po obsazení pohraničí na základě Mnichovské dohody byla rodina nucena vystěhovat se z Halámek, později ale byla zdecimována holocaustem, válku z ní přežil právě jen Karel Freund a jedna sestra. Sám byl v závěru války držen v pracovním táboře pro židovské míšence v Tvoršovicích u Vrchotových Janovic, později v Bystřici u Benešova, kde se setkal i s Milošem Kopeckým nebo Járou Pospíšilem.
Už za války se vyučil číšníkem a profesi číšníka a později vedoucího restauračních provozů zůstal věrný.
Hokej se naučil už na Třeboňsku, rozhodčím se ale stal až po přestěhování do Karlových Varů v roce 1946. Poprvé začal rozhodovat na rybníčku v parku Malé Versailles, kde své domácí zápasy hrála HC Slávia Karlovy Vary.
S kariérou rozhodčího skončil v roce 1990 v 65 letech, poté ještě pět let pracoval jako časoměřič v Karlových Varech. Do svých 90 let pravidelně navštěvoval domácí zápasy HC Energie Karlovy Vary.
Obdržel čestný titul sportovní legenda Karlovarského kraje při vyhlašování nejlepších sportovců regionu za rok 2012. Byl uveden do Síně slávy karlovarského hokeje.
V roce 2014 podpořil v komunálních volbách svou účastí kandidátku hnutí Karlovaráci, byl na jejím posledním místě.
Byl dvakrát ženat, poprvé se zdravotnicí Rudé armády. S druhou ženou měl dva syny, kteří se oba stali také hokejovými rozhodčími. Pavel Freund roli čárového rozhodčího vykonával i v nejvyšší soutěži.